# اسپرانتو (کشتی)
اسپرانتو، نخستین زئو (به اسپرانتو: ZEO) یا شیء (نامگذاری شده با) «زامنهوف» یا «اسپرانتو» در جهان است: یک کشتی اسپانیائی که در سال ۱۸۹۶ ساخته شد و تا سال ۱۹۶۶ مورد استفاده بود. نام این کشتی به افتخار زبان فراساخته‌ی اسپرانتو انتخاب شده است، که آفرینندهٔ آن، دکتر لودویک زامنهوف است که یونسکو نیز سال ۱۹۸۷ را به‌مناسبت جشن صدسالگی زبان اسپرانتو، سال زامنهوف نامید.
مشخصات فنی کشتی اسپرانتو به‌قرار زیر است:
- سال ساخت: ۱۸۹۶
- سال غرق کردن آن: ۱۹۶۶
- طول آن: ۴۲ متر و ۳۰ سانتی‌متر
- آبخور: ۲ متر و ۲۶ سانتی‌متر
- وزن: ۲۶۲ تن
- سرعت: ۶ گره
- توان موتور: ۱۴۰ اسب بخار (موتور بخار دوسیلندر)
- مخزن سوخت: برای ۲۶ تن

شخصیتی که نام رسمی این کشتی را پیشنهاد کرد، خوزه رودریگز اوئرتاس (به اسپانیایی: José Rodríguez Huertas)، مؤسس نخستین انجمن اسپرانتو در اسپانیا (۵امین در کل جهان) بود، که از وجههٔ بسیار بالائی در بین هم‌شهریان حود برخوردار بود.
طبق اطلاعات موجود، کشتی اسپرانتو در طول عمر طولانی و ۷۰سالهٔ خود، اغلب بین بنادر جزایر قناری در رفت‌وآمد بود.